# Kasper Kotkansalo
Kasper Kotkansalo, född 16 november 1998, är en finländsk professionell ishockeyspelare (back) som från och med säsongen 2025/2026 spelar för Luleå HF i Svenska Hockeyligan.